# 신간상명산법
신간상명산법(新刊詳明算法)은 대구광역시 달서구, 계명대학교 성서캠퍼스에 있는 조선시대의 금속활자본 책이다. 2011년 2월 25일 대한민국의 보물 제1704호로 지정되었다.

## 개요
조선시대에 산학(算學)의 기본도서는 주로 『상명산(詳明算)』·『계몽산(啓蒙算)』·『양휘산(揚輝算)』·『오조산(五曹算)』·『지산(地算)』의 5종이 사용되었다.
이 가운데『양명산법(詳明算法)』은 명나라 초기에 상업사회를 배경으로 시민생활에 필요한 수학지식을 다룬 책으로, 지재(止齊) 안눌(安訥)이 지은 것으로 알려져 있으나 그에 대하여는 알려진 것이 거의 없다. 원(元) 나라 주세걸(朱世傑)의『산학계몽(算學啓蒙)』, 남송(南宋) 양휘(楊輝)의 양휘산법(揚輝算法)』과 더불어 조선시대에 가장 중요한 수학교재의 하나였다.
본서의 구성은 권두(卷頭)에는 저자의 서문과 본서의 목차가 수록되어 있다. 상권에는 구장명수(九章名數)·대소명수(大小名數)·구구합수(九九合數)·두곡장척(斗斛丈尺)·근평전무(斤秤田畝)·구결(口訣)·승제견총(乘除見摠)·인법(因法)·가법(加法)·승법(乘法)·귀법(歸法)·감법(減法)·귀제(歸除)·두일(求一)·상제(商除)·약분(約分) 등 16 항목이 수록되어 있고, 하권에는 이승동제(異乘同除)·취물추문(就物抽分)·차분(差分)·화합차분(和合差分)·단필(端疋)·근평(斤秤)·퇴타(堆垜)·반량창교(盤量倉窖)·장량전무(丈量田畝)·전무유량(田畝紐粮)·수축(修築)등 10항목이 수록되어 있다.
이『신간양명산법(新刊詳明算法)』은 1373년 중국의 여릉 이씨(廬陵李氏)가 경영하는 명경당(明經堂)에서 간행된 중국판을 저본으로 하여, 조선에서 16세기 전반에 을해자(乙亥字)로 인출한 2권(上·下) 1책본으로서 활자본으로는 이 책이 가장 완전한 본이며 국내 유일본이다. 조선시대의 산학(算學) 전문인의 선발을 위한 시험에 필수 과목이어서 조선시대 과학사, 특히 수학교육사사 및 서지학연구에 중요한 의미가 있는 자료이다.

## 같이 보기
- 안눌

## 참고 자료
- 신간상명산법 - 국가유산청 국가유산포털